# スタニスラブ・ネドコフ
スタニスラブ・ネドコフ（ブルガリア語: Станислав Недков、1981年9月12日 - ）は、ブルガリアの男性総合格闘家。ヴェリコ・タルノヴォ州出身。ブルガリアン・ブシドー・フェデレーション所属。 ブラジリアン柔術黒帯。
現ブルガリア総合格闘技連盟代表。
同じくブルガリア出身の琴欧洲は学生時代からの親友である。

## 来歴
レスリングとブラジリアン柔術を学び、2006年に総合格闘技デビュー。
2008年12月7日、初参戦となったパンクラスで河野真幸と対戦し、TKO勝ち。
2009年5月2日、戦極初参戦となった戦極 〜第八陣〜でトラビス・ビューと対戦。3度ローブローのアクシデントが重なり2点減点されたが、右ストレートでダウンを奪うと追撃のパウンドによるTKO勝ちを収めた。
2009年11月7日、戦極 〜第十一陣〜でケビン・ランデルマンと対戦し、僅差の判定勝ち。デビューからの連勝を10とした。

### UFC
2011年8月27日、UFC初参戦となったUFC 134でルイス・カーニと対戦し、スタンドパンチ連打でTKO勝ちを収めた。
2013年2月16日、ミドル級転向初戦となったUFC on Fuel TV 7でトム・ワトソンと対戦し、スタンドパンチ連打でTKO負け。14戦目で初黒星を喫するもファイト・オブ・ザ・ナイトを受賞した。
2015年1月24日、UFC on FOX 14でニキータ・クリーロフと対戦し、ギロチンチョークで一本負け。2連敗となりUFCからリリースされた。

## 戦績
| 総合格闘技 戦績 | 総合格闘技 戦績 | 総合格闘技 戦績 | 総合格闘技 戦績 | 総合格闘技 戦績 | 総合格闘技 戦績 | 総合格闘技 戦績 |
| --------------- | --------------- | --------------- | --------------- | --------------- | --------------- | --------------- |
| 15 試合         | (T)KO           | 一本            | 判定            | その他          | 引き分け        | 無効試合        |
| 12 勝           | 6               | 4               | 2               | 0               | 0               | 1               |
| 2 敗            | 1               | 1               | 0               | 0               | 0               | 1               |

| 勝敗 | 対戦相手                   | 試合結果                             | 大会名                                | 開催年月日     |
| ×    | ニキータ・クリーロフ       | 1R 1:24 ギロチンチョーク             | UFC on FOX 14: Gustafsson vs. Johnson | 2015年1月24日  |
| ×    | トム・ワトソン             | 2R 4:42 TKO（スタンドパンチ連打）    | UFC on Fuel TV 7: Barao vs. McDonald  | 2013年2月16日  |
| －   | チアゴ・シウバ             | ノーコンテスト（薬物検査失格）       | UFC on Fuel TV 6: Franklin vs. Le     | 2012年11月10日 |
| ○    | ルイス・カーニ             | 1R 4:20 TKO（スタンドパンチ連打）    | UFC 134: Silva vs. Okami              | 2011年8月27日  |
| ○    | オーガスタン・エルギュ     | 1R 2:14 チョークスリーパー           | MAXFIGHT: Warriors 13                 | 2010年5月21日  |
| ○    | ケビン・ランデルマン       | 5分3R終了 判定2-1                    | 戦極 〜第十一陣〜                     | 2009年11月7日  |
| ○    | トラビス・ビュー           | 3R 0:42 TKO（右ストレート→パウンド） | 戦極 〜第八陣〜                       | 2009年5月2日   |
| ○    | 河野真幸                   | 1R 1:35 TKO（パウンド）              | PANCRASE 2008 SHINING TOUR            | 2008年12月7日  |
| ○    | アドラン・ルトカノフ       | 1R チョークスリーパー                | MMA Bulgaria                          | 2007年10月19日 |
| ○    | ゴーチェ・サンドフスキー   | 5分2R終了 判定3-0                    | Shooto Bulgaria                       | 2007年10月6日  |
| ○    | ヤンコ・コエフ             | 1R 2:37 チョークスリーパー           | Shooto Bulgaria                       | 2007年10月2日  |
| ○    | ケイメン・ゲオルギエフ     | 1R 2:11 TKO（パンチ連打）            | Shooto Bulgaria                       | 2007年5月12日  |
| ○    | ヴラディミール・シュマノフ | 1R 1:15 ギブアップ（パンチ連打）     | 一撃ブルガリア                        | 2007年3月25日  |
| ○    | クラシミール・ボンチェフ   | 1R 0:33 TKO（パンチ連打）            | Day of the Champions                  | 2006年11月17日 |
| ○    | イリヤン・ミテフ           | 1R TKO（パンチ連打）                 | MMA Bulgaria                          | 2006年4月8日   |

## 表彰
- UFC ファイト・オブ・ザ・ナイト（1回）